# Wladimir Köppen

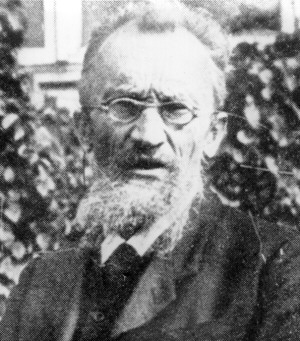
Wladimir Peter Köppen

Wladimir Peter Köppen (russisch Владимир Петрович Кёппен, Wladimir Petrowitsch Kjoppen; * 25. Septemberjul. / 7. Oktober 1846greg. in Sankt Petersburg, Russisches Kaiserreich; † 22. Juni 1940 in Graz, Deutsches Reich) war ein deutscher und russischer Geograph, Meteorologe, Klimatologe und Botaniker.

## Leben
Wladimir Peter Köppen wurde als Sohn deutscher Eltern, des Ethnographen Peter von Köppen und Alexandrine, geb. von Adelung, in Russland geboren und ging auf der Krim zur Schule. Schon damals interessierte er sich für den Zusammenhang zwischen Pflanzen und den Klimazonen, in denen sie wachsen. Später studierte er an den Universitäten von Sankt Petersburg, Heidelberg und Leipzig, wo er 1870 promovierte.
Von 1872 bis 1875 war er in Sankt Petersburg beim Russischen Meteorologischen Dienst beschäftigt und war zugleich Sekretär der Russischen Geographischen Gesellschaft. 1875 zog er nach Deutschland und wurde Leiter des damals neu geschaffenen Seewetterdienstes an der Deutschen Seewarte in Hamburg, bei der er bis 1919 beschäftigt war. Am 8. Dezember 1906 hatte er den Charakter als Admiralitätsrat verliehen bekommen.
Seine am 1. Februar 1892 geborene Tochter Else heiratete 1913 den deutschen Polarforscher Alfred Wegener.
Köppen setzte sich für die Plansprache Esperanto ein und veröffentlichte Artikel in dieser Sprache in der Scienca Revuo und im Germana Esperantisto.

## Ehrungen
1922 wurde er als korrespondierendes Mitglied in die Preußische Akademie der Wissenschaften aufgenommen. 1925 wurde er zum korrespondierenden Mitglied der Göttinger Akademie der Wissenschaften gewählt. Im Jahr 1936 wurde er zum Mitglied der Leopoldina gewählt.
Der Asteroid (52295) Köppen, die Landspitze Köppen Point an der Nordküste Südgeorgiens und der Köppengletscher in der antarktischen Shackleton Range sind nach ihm benannt.

## Werk
Er hatte entscheidenden Anteil am Aufbau des deutschen Seewetterdienstes und der Maritimen Meteorologie. Er veröffentlichte über 500 Publikationen, die sich zumeist mit der meteorologischen Sicherstellung der Seeschifffahrt und den Klimaverhältnissen der Ozeane und Kontinente befassten.

### Klimate

Einteilung der Welt in Klimagebiete nach Köppen

Sein Werk Geographisches System der Klimate von 1936, das die erste objektive Klimaklassifizierung der Erde darstellt, ist noch heute von großer Bedeutung.
Die Klassifikation erfolgt mit Hilfe einer Klimaformel, welche die Temperatur, die Niederschlagsmenge und -verteilung berücksichtigt. Die Festlegung der Grenzwerte leitete er dabei so gut es ging von der Verbreitung der jeweiligen Pflanzenformationen ab (die allerdings häufig von etlichen anderen Klimafaktoren mitbestimmt werden). Daraus resultieren fünf Klimaklassen mit je zwei bis drei Hauptklimaten, die sich wiederum aus bis zu vier Klimatypen zusammensetzen.
- A: Tropische Regenklimate
- B: Trockenklimate
- C: Warmgemäßigte Klimate
- D: Schneewaldklimate
- E: Eisklimate

### Würdigung
Köppens Klassifikation ist eine so genannte effektive Klimaklassifikation, da die einzelnen Klimatypen aus der Analyse der tatsächlichen (effektiven) auf der Erdoberfläche messbaren Klimaelemente (Temperatur, Niederschlag usw.) sowie der tatsächlichen auffindbaren Vegetation (als sichtbar gewordener Ausdruck der vorherrschenden Klimabedingungen, (Klimaproxy)) erstellt wurden.
Weitere bekannte effektive Klimaklassifikationen wurden unter anderem auch (in gemeinsamer Arbeit) von Carl Troll und Karlheinz Paffen (Troll-Paffen-Klassifikation, 1914–1983) vorgelegt. Die Köppen-Geiger-Klimaklassifikation erfolgte später in Zusammenarbeit mit dem Münchner Meteorologen Rudolf Geiger, der sie nach Köppens Tod weiterführte.
Köppens Nachlass befindet sich an der Universitätsbibliothek Graz.

## Schriften (Auswahl)
- W. Köppen & A. Wegener: Die Klimate der geologischen Vorzeit, Verlag Gebrüder Bornträger, Berlin, 1924 Neuausgabe: Borntraeger, Stuttgart, 2015, ISBN 978-3-443-01088-1